# Ève de Dampierre-Noiray
Ève de Dampierre-Noiray est une critique littéraire et écrivaine française.

## Biographie
Après des études en terminale littéraire et en CPGE au lycée Louis-Le-Grand, Ève de Dampierre-Noiray intègre l'École Normale Supérieure de la rue d'Ulm en 1996. Elle est agrégée de lettres modernes, et docteur en littérature comparée de l'université de Paris IV, après avoir soutenu en 2006 une thèse écrite sous la direction de Jean-Louis Backès.
Elle est maître de conférences à l'université Bordeaux Montaigne.
En 2024, elle a traduit le premier recueil du poète palestinien Mosab Abu Toha, Ce que vous trouverez caché dans mon oreille, paru aux éditions Julliard.

## Œuvres
- De l'Égypte à la fiction. Récits arabes et européens du XXe siècle, 2013. Prix Diane Potier-Boès
- Formes de l'action poétique, avec Carole Boidin et Émilie Picherot, éditions Atlande, 2016.